# Yllenus marusiki
Yllenus marusiki là một loài nhện trong họ Salticidae.
Loài này thuộc chi Yllenus. Yllenus marusiki được Dmitri Viktorovich Logunov miêu tả năm 1993.